# Charles Gray
Charles Gray (Bournemouth, Hampshire, Inglaterra, 29 de agosto de 1928 – Londres, 7 de marzo de 2000) fue un actor inglés conocido por sus roles que incluyeron al archienemigo Blofeld en la película de James Bond Diamonds Are Forever, Dikko Henderson en la anterior película Sólo se vive dos veces, al hermano de Sherlock Holmes Mycroft Holmes en Las aventuras de Sherlock Holmes y al Criminólogo en la película de culto The Rocky Horror Picture Show en 1975.

## Primeros años
Gray nació Donald Marshall Gray en Bournemouth, Dorset, hijo de Maude Elizabeth Marshall y Donald Gray, quien fue un topógrafo. Gray asistió a la Bournemouth School junto a Benny Hill, cuya escuela había sido evacuada a los mismos edificios, durante la Segunda Guerra Mundial. Algunos de sus amigos recuerdan que las paredes de su habitación estaban cubiertas con fotos de estrellas de cine.

## Carrera en teatro
Comenzó su experiencia en el teatro en el club de teatro al lado del Bournemouth's Palace Court Hotel, donde fue un reemplazo de último minuto en el elenco de The Beaux' Stratagem. Gray sorprendió a todos, incluido él mismo, con la calidad de su actuación.
Cuando Gray se mudó de Bournemouth en la década de 1950, sus padres se mantuvieron en la casa familiar hasta su muerte. Para convertirse en un actor profesional tuvo que cambiar su nombre, pues ya había un actor llamado Donald Gray. Escogió Charles Gray en parte porque Charles era el nombre de su abuelo materno, en parte porque tenía un amigo llamado Charles, y en parte porque pensó que sonaba bien. Para su primera aparición en Broadway, en el musical de 1961 Kean, usó el nombre de Oliver Gray.

## Cine y televisión
En 1957 Charles Gray interpretó al nuevo vecino de Ward y June Cleaver en el episodio de Leave It To Beaver titulado "New Neighbor". Durante la década de 1960, Gray se estableció como un exitoso actor secundario y realizó muchas apariciones en la televisión británica. Trabajos en este período incluyen Danger Man con Patrick McGoohan. Gray también apareció junto a Laurence Olivier en la versión cinematográfica de The Entertainer (1960) como un reportero. En 1964 interpretó a un asesino llamado Jack Baker en el episodio de Perry Mason, "The Case of the Bullied Bowler".
Su año de gran avance vino en 1967 cuando protagonizó la película de misterio en la Segunda Guerra Mundial La noche de los generales con Peter O'Toole y Omar Sharif.
Al año siguiente interpretó a Henderson, un oficial de inteligencia australiana asignado a la embajada australiana en Tokio, en la película de James Bond de 1967 Sólo se vive dos veces. Cuatro años más tarde apareció como Ernst Stavro Blofeld en la película de James Bond Diamantes para la eternidad, ambas películas protagonizadas por Sean Connery como Bond. Esto hace de Gray uno de los pocos actores que han interpretado a un villano y un aliado de Bond en la serie de películas (otro es Joe Don Baker).
La etapa interpretativa más prolífica de Gray fue entre 1968 y 1979 cuando apareció en más de cuarenta producciones de cine y televisión. En este período es conocido por interpretar al criminólogo (el narrador) en The Rocky Horror Picture Show y un personaje similar, el juez Oliver Wright, en su secuela de 1981 Shock Treatment. Este papel más expansivo se dice que es el mismo personaje ya que el Criminólogo no fue nombrado en The Rocky Horror Picture Show y sería congruente con las características legales del juez Wright. En 1983, actuó junto a Coral Browne y Alan Bates en la película de TV An Englishman Abroad. En 1985, actuó en un episodio de la serie de detectives de la BBC Bergerac, titulado "What Dreams May Come?" y que implica magia negra, desapareciendo misteriosamente en la última escena.
Otras películas conocidas incluyen Escuadrón Mosquito, Cromwell y La bestia debe morir.

## Obras posteriores
Gray interpretó a Mycroft Holmes en la película The Seven-Per-Cent Solution en 1976 y junto al Sherlock de Jeremy Brett en cuatro episodios de la serie de televisión de 1984 Las aventuras de Sherlock Holmes. En dos episodios de la serie final de Brett, Las memorias de Sherlock Holmes, tuvo un papel protagónico como Mycroft, en primer lugar porque el actor que interpretaba a Watson Edward Hardwicke estaba ocupado en otro proyecto cinematográfico y en segundo como resultado de la enfermedad de Brett.
Otras apariciones en televisión incluyen Blackeyes, The New Statesman, Thriller, Upstairs, Downstairs, Bergerac y Porterhouse Blue, además una amplia gama de papeles de Shakespeare.
Gray dobló regularmente a Jack Hawkins después de que la laringe de Hawkins fue extirpada para combatir un cáncer de esófago, ya que las voces de los dos hombres lo eran muy similares. Un ejemplo de esto es en la película Theatre of Blood.

## Muerte
Gray murió de cáncer el 7 de marzo de 2000. Fue cremado en el Crematorio de Golders Green donde permanecen sus cenizas.